# 나카지마 B6N

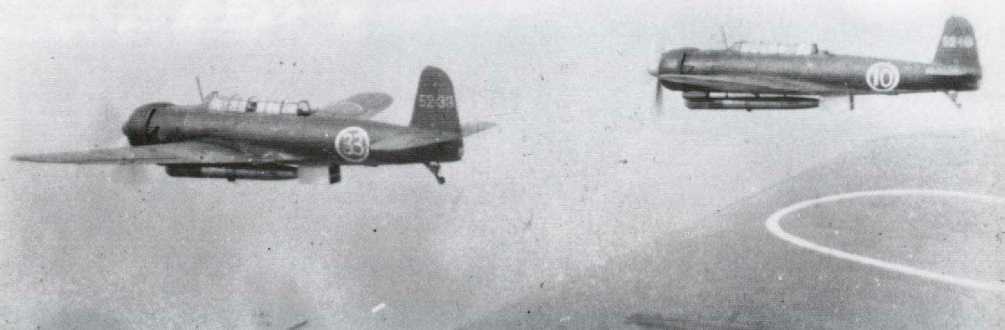
나카지마 B6N (1944년)

나카지마 B6N은 제2차 세계 대전 시기에 일본 제국 해군이 운용한 폭격기이다. 개발사는 전작인 97식 함공과 똑같이 나카지마 비행기이다. 애칭은 텐잔(일본어: 天山)이며 연합군의 코드 네임은 질(Jill)이다.
1941년 3월 14일에 첫 비행을 가졌다. 최고 속도가 증가하였고(381km/h → 526km/h) 엔진 마력과 무장 탑재량이 올라갔다. 그러나 허술한 방탄 장비, 중일 전쟁을 거치면서 많아졌던 숙련된 조종사의 부족으로 인해 제2차 세계 대전 후반기에 투입된 가미카제 특공대 등에 의해 소모되었다.

## 제원
- 전장: 10.87m
- 전폭: 14.89m
- 전고: 3.80m
- 익면적: 37.20m2
- 엔진: 미쓰비시 Kasei 25형 14기통 성형 엔진 (1,380kW, 1,850마력)
- 중량: 5,200kg
- 최대 속도: 526km/h(순항속도:473km/h)
- 무장: 기뢰 800kg, 포탄 800kg, 어뢰 한문(800kg)

## 같이 보기
- 97식 함상공격기
- 커티스 SB2C 헬다이버
- 그루먼 TBF 어벤저
- 융커스 Ju 87